# スフィア LIVE 2010 sphere ON LOVE, ON 日本武道館
『スフィア LIVE 2010 sphere ON LOVE, ON 日本武道館』（スフィア ライブ 2010 スフィア オンラブ、オン にっぽんぶどうかん）は、スフィアの2作目のライブ映像作品。2011年8月31日にGloryHeavenからBD、DVD版が発売された。

## 概要
2010年11月23日に開催されたコンサート『sphere ON LOVE, ON 日本武道館』の日本武道館での公演の模様を収録しており、BD、DVD版共に各メンバーのソロ楽曲が収められている。また、前作ではカットされたメンバー4人による寸劇も収録されている。
BD版の本編（Disc1・2共に）では『Picture in Picture』として、ステージ大型スクリーンの映像を画面の片隅に表示する機能がある。

## チャート成績
9月12日付オリコンBDチャートで6,081枚を記録し、初登場1位を獲得。声優関連の首位獲得はNANA MIZUKI LIVE DIAMOND×FEVER、けいおん! ライブイベント 〜レッツゴー!〜、〜Come with Me!!〜に続き4作目となった。

## 収録内容

### sphere ON LOVE, ON 日本武道館 LIVE
|    | Disc1                        | Disc2                    |
| -- | ---------------------------- | ------------------------ |
| 01 | 芝居 『武道館物販部』        | Dream sign               |
| 02 | MOON SIGNAL                  | REALOVE:REALIFE          |
| 03 | Now loading...SKY!!          | 風をあつめて             |
| 04 | 光のフィルメント（高垣彩陽） | 君の空が晴れるまで       |
| 05 | You Raise Me Up（高垣彩陽）  | クライマックスホイッスル |
| 06 | Shiny+（寿美菜子）           | A.T.M.O.S.P.H.E.R.E      |
| 07 | Startline（寿美菜子）        | Super Noisy Nova         |
| 08 | love your life（豊崎愛生）   | Future Stream            |
| 09 | Dill（豊崎愛生）             | サヨナラSEE YOU          |
| 10 | Baby Baby Love（戸松遥）     | メイキング映像           |
| 11 | シングルメドレー（戸松遥）   |                          |
| 12 | PRINCESS CODE                |                          |
| 13 | Brave my heart               |                          |
| 14 | 夢奏レコード                 |                          |
| 15 | Dangerous girls              |                          |
| 16 | かってな成長期               |                          |